# Palpomyia microchela
Palpomyia microchela är en tvåvingeart som beskrevs av Jean-Jacques Kieffer 1917. Palpomyia microchela ingår i släktet Palpomyia och familjen svidknott.
Artens utbredningsområde är Colombia. Inga underarter finns listade i Catalogue of Life.